# Pachylocerus pilosus
Pachylocerus pilosus là một loài bọ cánh cứng trong họ Cerambycidae.